# Madonna della Natività (Arnolfo di Cambio)

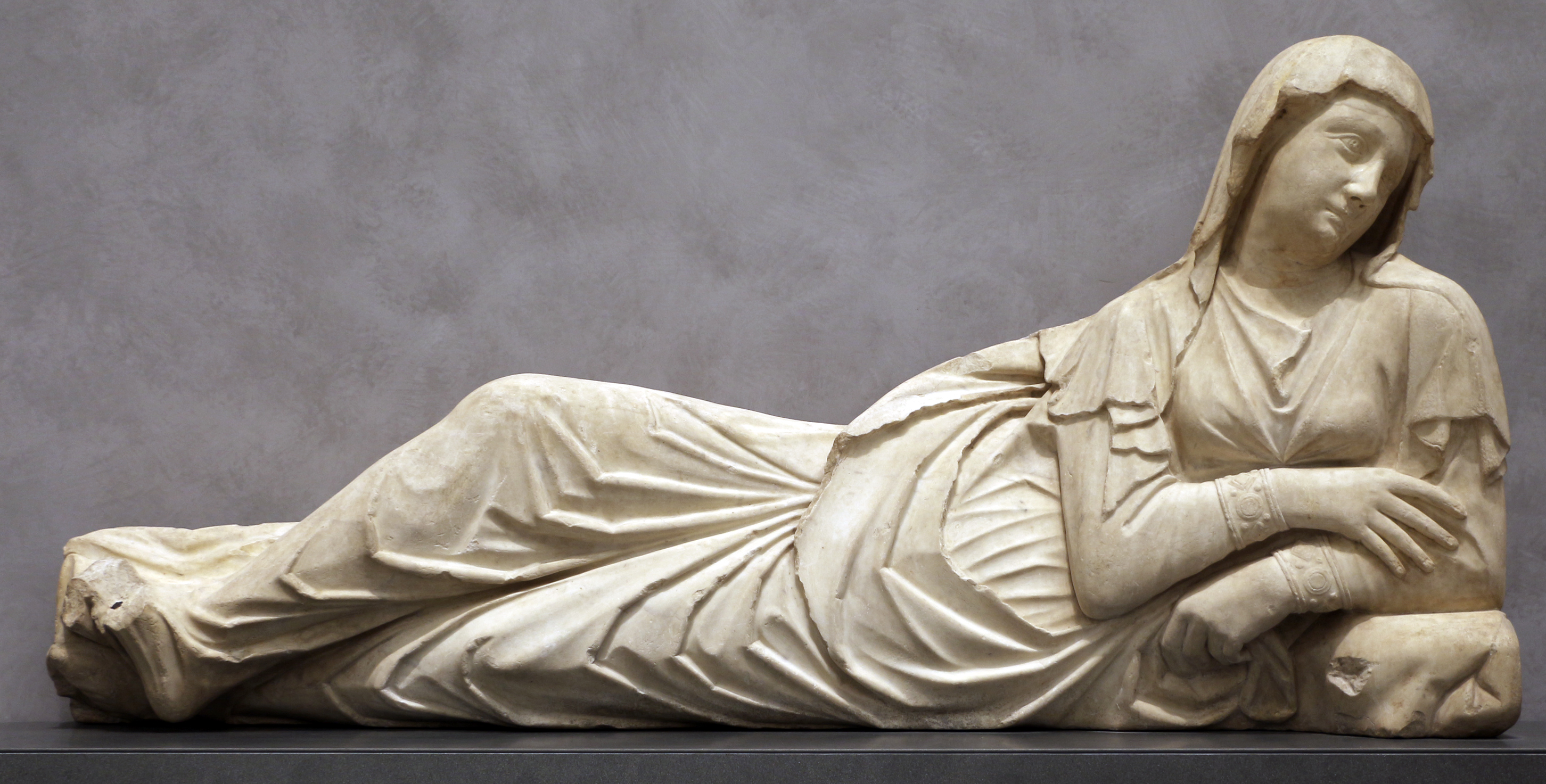
Detail

Die Madonna della Natività ist eine Marmor-Skulpturengruppen  (60 × 125 cm) von Arnolfo di Cambio und Helfern, entstanden zu Beginn des 14. Jahrhunderts. Sie stammt von der alten Fassade der Kathedrale von Florenz Santa Maria del Fiore und befindet sich heute im Museo dell’Opera del Duomo in Florenz.

## Geschichte und Beschreibung
Die Lünette des linken Portals von Santa Maria del Fiore beherbergte die Darstellung der Geburt Christi, mit der liegenden Madonna und einigen Figuren und Reliefs um sie herum. Maria ist, nach der traditionellen Ikonographie die in jenen Jahren auch von Giotto verwendet wurde, eine auf dem Ellbogen liegende Figur. Diese Position entspricht auch der Darstellung der Dormitio Virginis (Tod Mariens) in der Lünette des rechten Portals. Maria trägt einen Umhang mit zerknitterten Falten und scheint eine leichte Melancholie auszudrücken. Die Figurengruppe wurde entworfen um von unten betrachtet zu werden und durch das hervorgehobene Volumen wird eine Art Trompe-l’œil-Effekt erzeugt. Die Figur entspricht anderen Werken der Fassade, wie der Statue von Bonifatius VIII.
An den Seiten des Bogens befanden sich mindestens zwei Engel und möglicherweise enthielt der Teil über Maria Reliefs. Unter den Fragmenten ist ein Schaf zu erkennen, das Teil einer Ankündigung an die Hirten aus dem Jahr 1310 gewesen sein könnte. Eine anonyme Person, welche die Fassade beschrieb, erinnerte, dass es in der rechten Lünette „viele Hirten- und Tierfiguren“ gab. Schon bei der Fassadengestaltung vor dem Abriss durch Bernardino Poccetti sieht man die Madonna liegend mit einem Relief dahinter.
Die Figur wurde 1588 von der Fassade entfernt, danach gehen die Spuren verloren. 1904 wurde sie von Georg Swarzenski unter den von Stefano Bardini verkauften Werken, zusammen mit anderen Skulpturen wie der Dormitio, die später nach Berlin kam, gefunden. Das Relief mit dem Fragment der Verkündigung an die Hirten befand sich in den Medici-Galerien und wurde erst 1936, im Bargello-Museum mit den anderen Fragmenten der Fassade vereint.